# Architettura merovingia

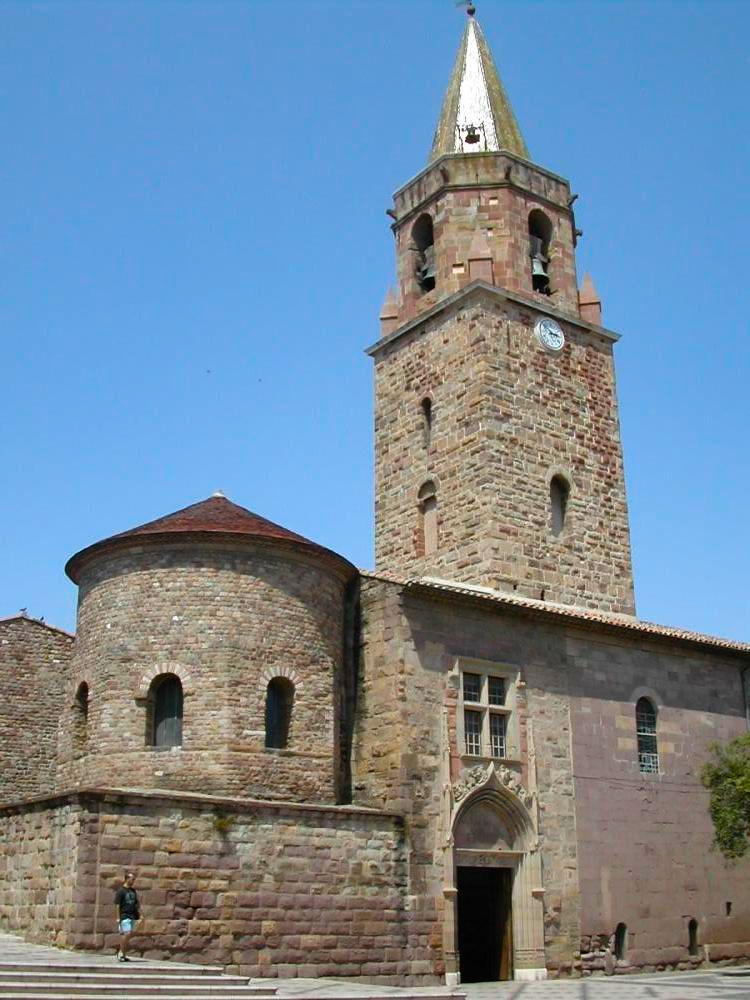
Cattedrale di Saint-Léonce a Fréjus

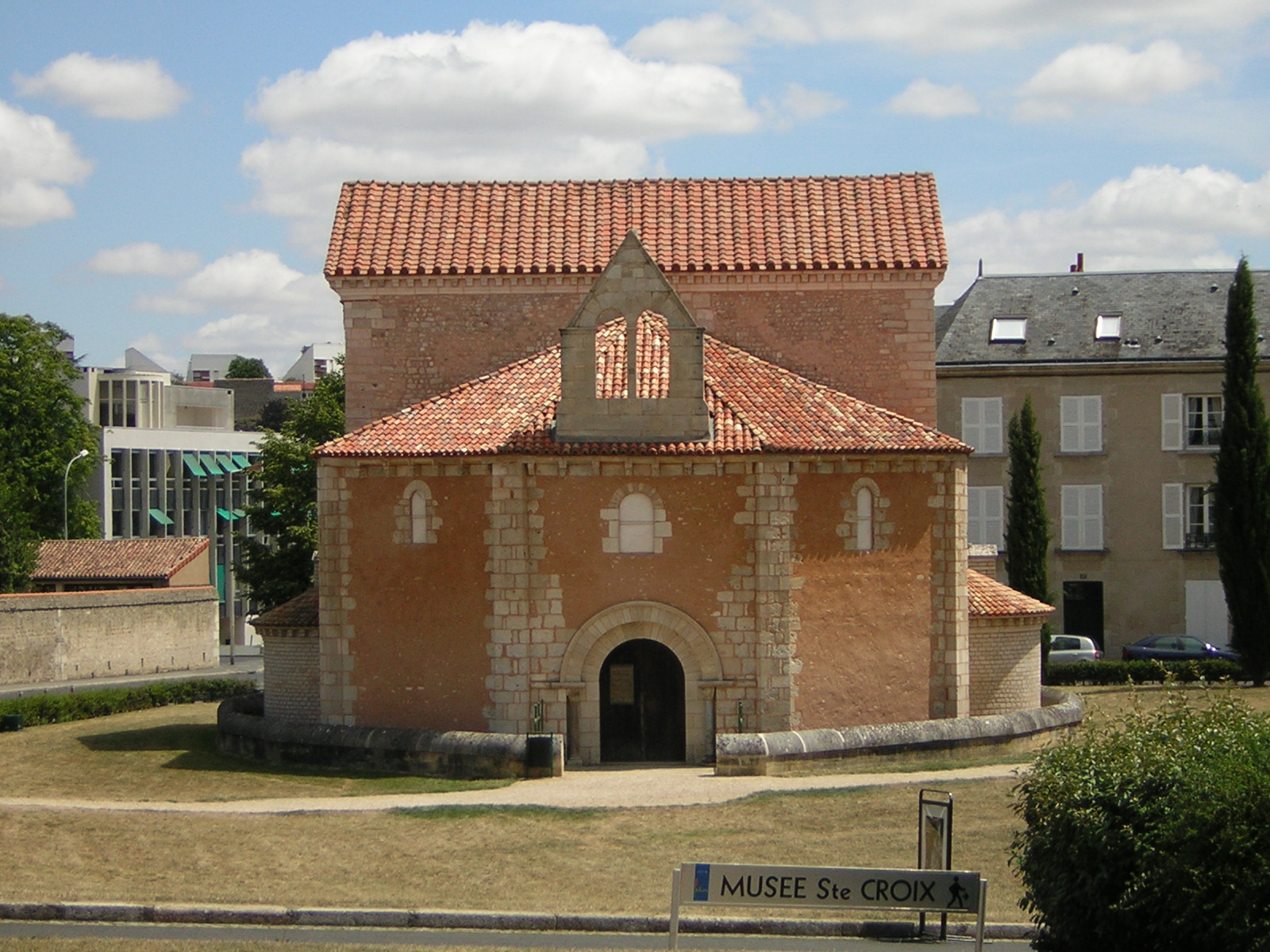
Battistero di Saint-Jean di Poitiers

L'architettura merovingia si sviluppò nei territori europei governati dai Franchi, tra il V e l'VIII secolo nelle antiche Gallia e Gallia Belgica; il nome deriva dai Merovingi, una dinastia reale altomedievale che iniziò con Meroveo nel 450 circa, e finì con l'ultimo esiliato Childerico III nel 751, per dare successivamente inizio alla dinastia carolingia con Pipino il breve.
Clodoveo I durante il suo regno (481-511) riunì un ampio territorio sotto il suo controllo e scelse la fede cristiana, facendosi battezzare alle soglie del VI secolo (il 496 o il 506). Sia lui che i suoi successori fecero erigere nuovi edifici, soprattutto chiese e monasteri, che facessero da centri culturali ma anche, soprattutto, da basi per l'irradiazione del potere centrale.
Gli esempi superstiti non sono molti, come in generale per tutta l'architettura altomedievale, ma significativi. Oggi, nonostante i rifacimenti alla gran parte delle strutture, se ne conoscono le principali caratteristiche originarie soprattutto grazie all'archeologia. La pianta delle chiese spesso riprende quella delle basiliche civili romane e delle prime basiliche cristiane, con influenze dell'architettura coeva nell'Impero romano d'Oriente, soprattutto siriana e armena.
Nella parte est del regno franco l'architettura fu spesso lignea, mentre l'uso della pietra era più comune nella parte ovest e sud.
Gregorio di Tours nella Historia Francorum descrisse la basilica di San Martino a Tours, eretta da san Perpetuo, vescovo tra il 460 e il 490, già distrutta all'epoca di Gregorio: decorata da 120 colonne di marmo e da mosaici, aveva torri sul lato est.
Un elemento tipico dell'architettura merovingia, forse originatosi proprio a Tours, è la presenza del sarcofago o del reliquiario del santo venerato nei santuari posto in posizione rialzata dietro l'altare, magari nell'abside, in modo da essere visibile ai fedeli. Tra le altre grandi opere dell'epoca, oggi perdute per le ricostruzioni successive, ci sono l'abbazia di Saint-Denis presso Parigi, la chiesa di San Gereone a Colonia e l'abbazia di Saint-Germain-des-Prés, sempre a Parigi, descritte come ornate magnificamente.
Tra le architetture superstiti ci sono edifici più piccoli e modesti, soprattutto battisteri. Tre battisteri a base ottagonale si trovano a Aix-en-Provence, Riez e Fréjus, ciascuno coperto con una cupola retta da pilastri, che riecheggiano ad esempio la chiesa di San Giorgio a Ezra'a in Siria. 
Differenti sono invece gli esempi poitevini, come il battistero di San Giovanni a Poitiers (VI-VII secolo), che ha forma rettangolare con tre absidi e conserva, fra l'altro, i capitelli marmorei originali.
Alcune cripte sono sopravvissute fino ai giorni nostri: nella basilica di Saint-Seurin a Bordeaux, nella chiesa di Saint-Laurent a Grenoble e nell'abbazia di Notre-Dame de Jouarre. Esse avevano un ruolo importante perché custodivano le spoglie dei santi, oggetti di particolare venerazione.

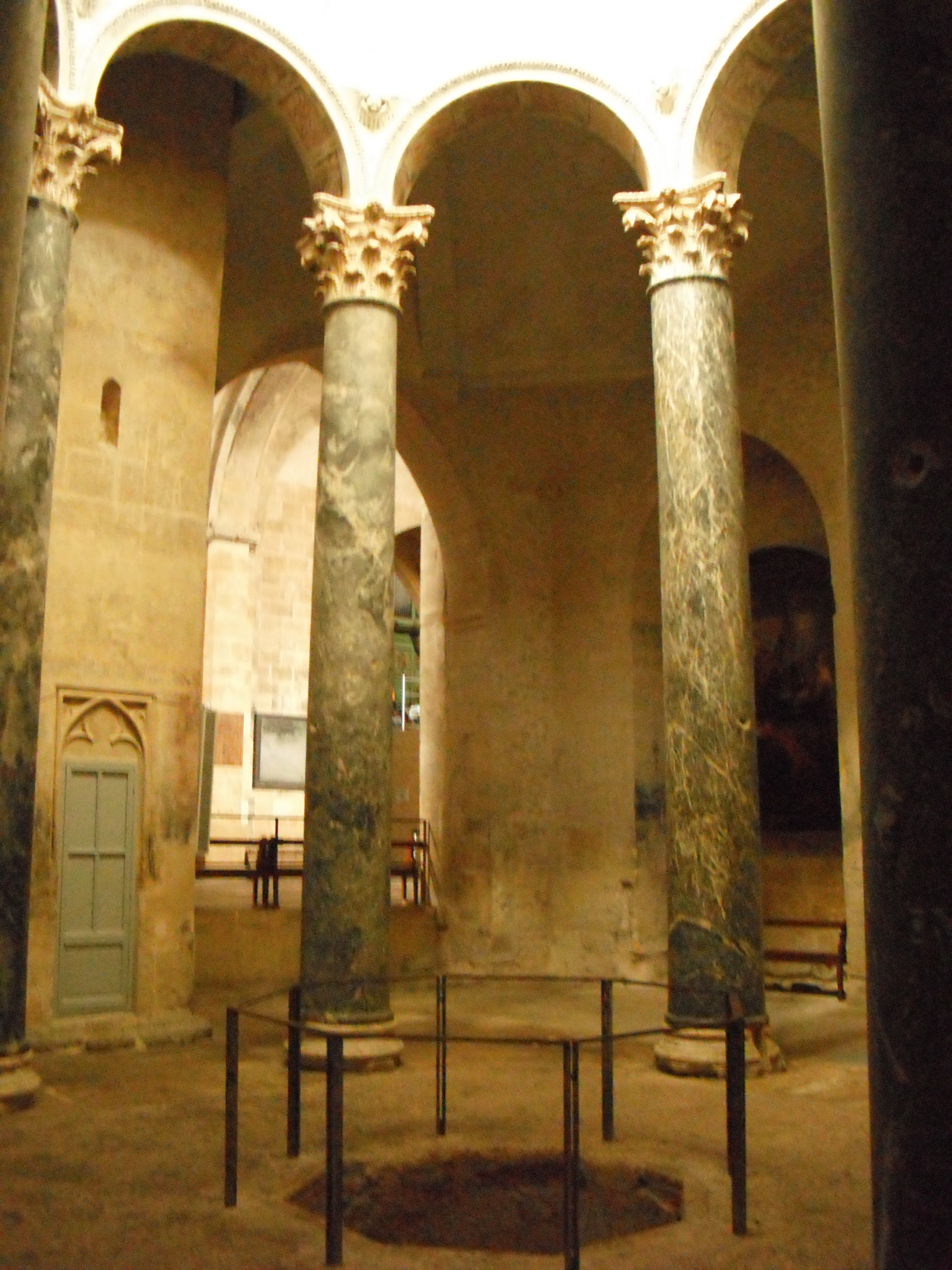
Battistero di Aix-en-Provence
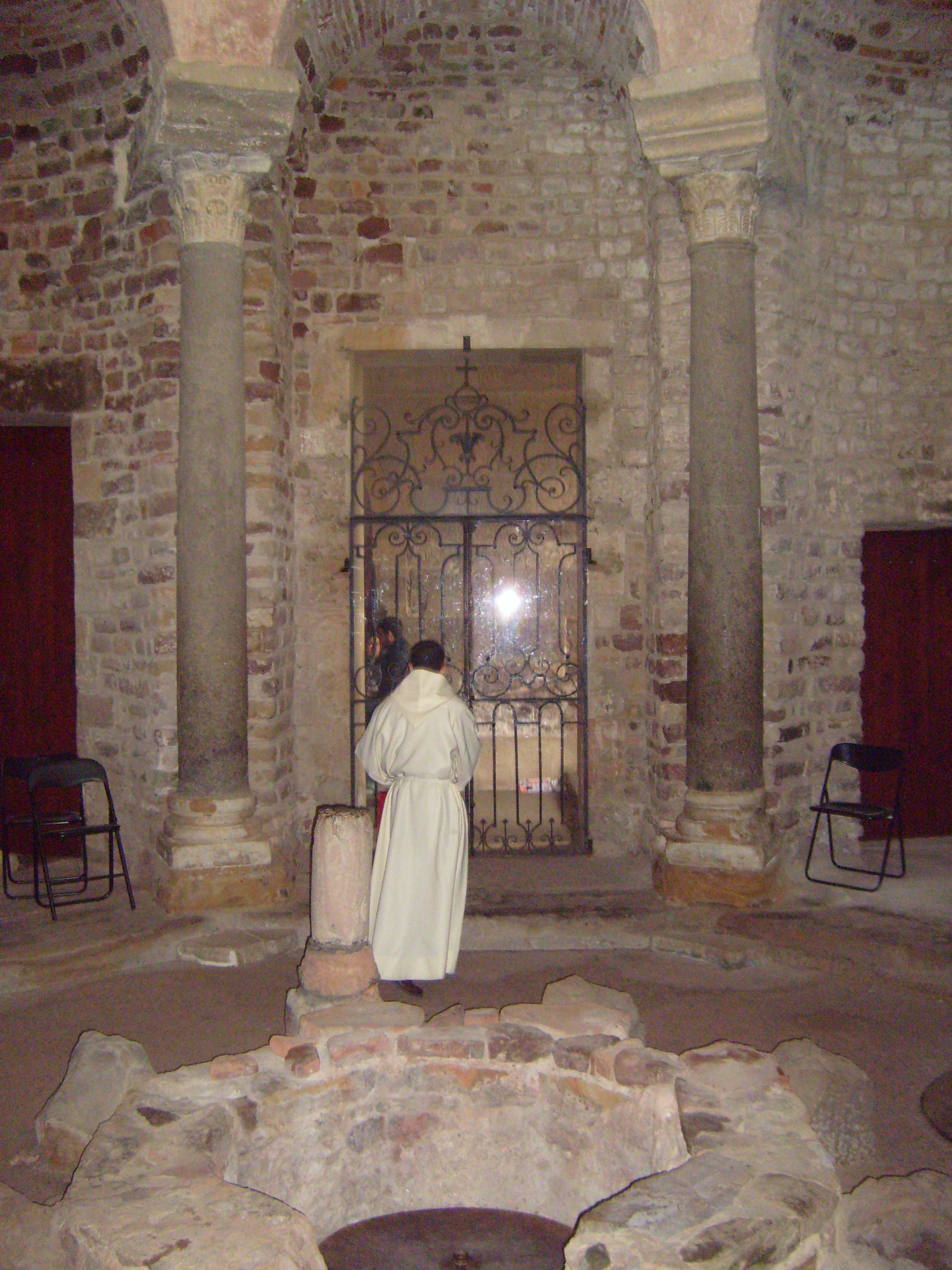
Battistero di Fréjus
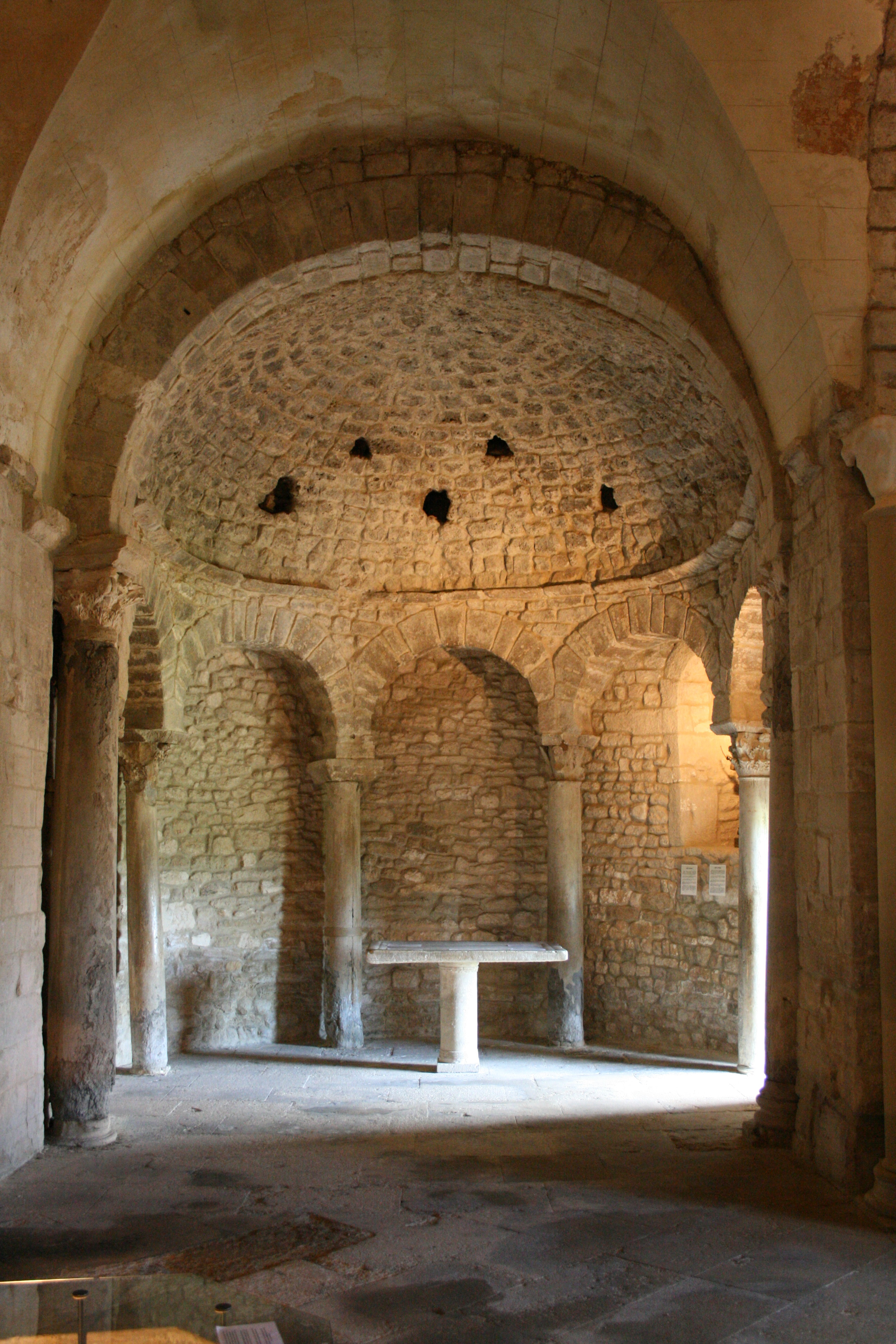
Battistero di Venasque
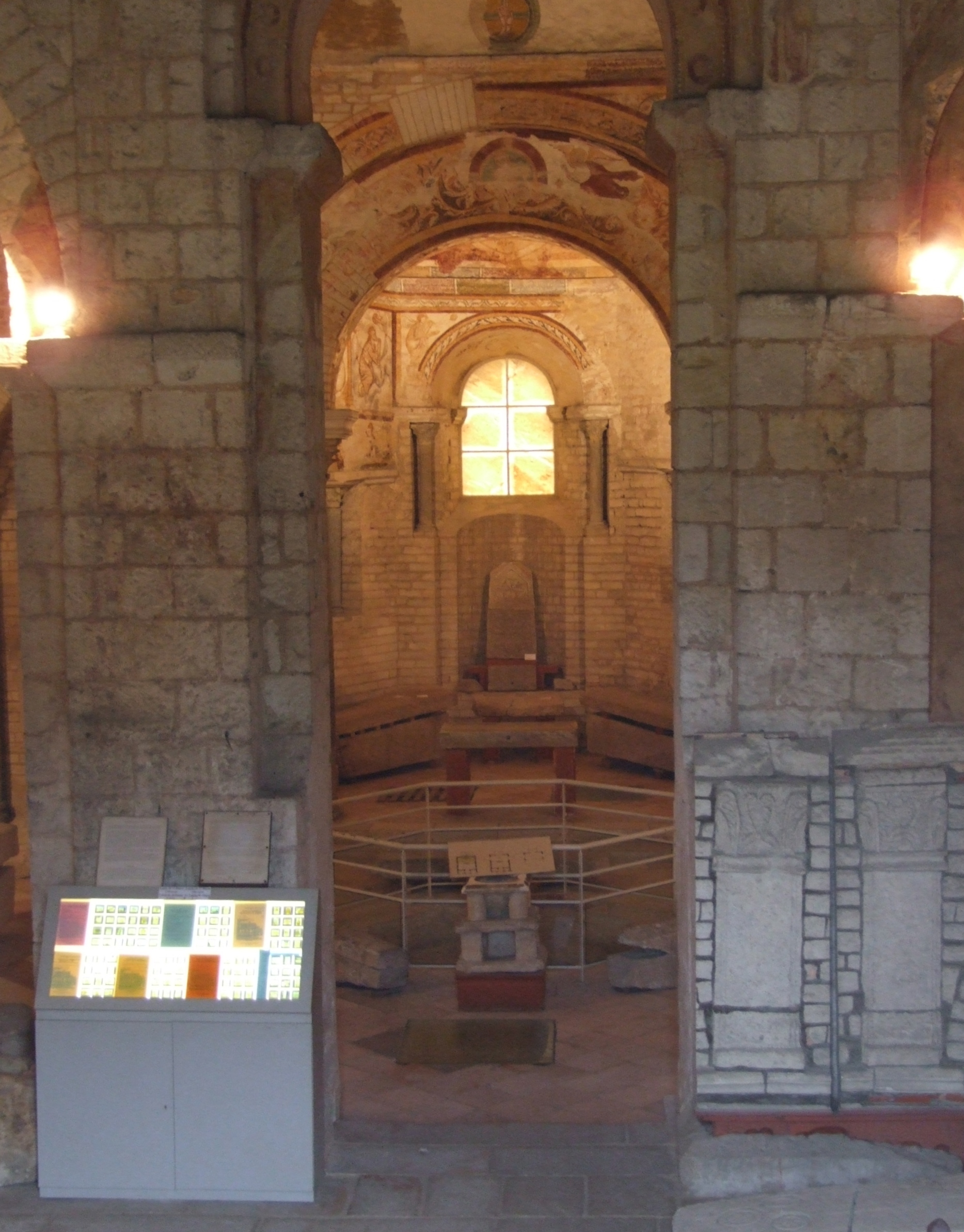
Battistero di San Giovanni a Poitiers
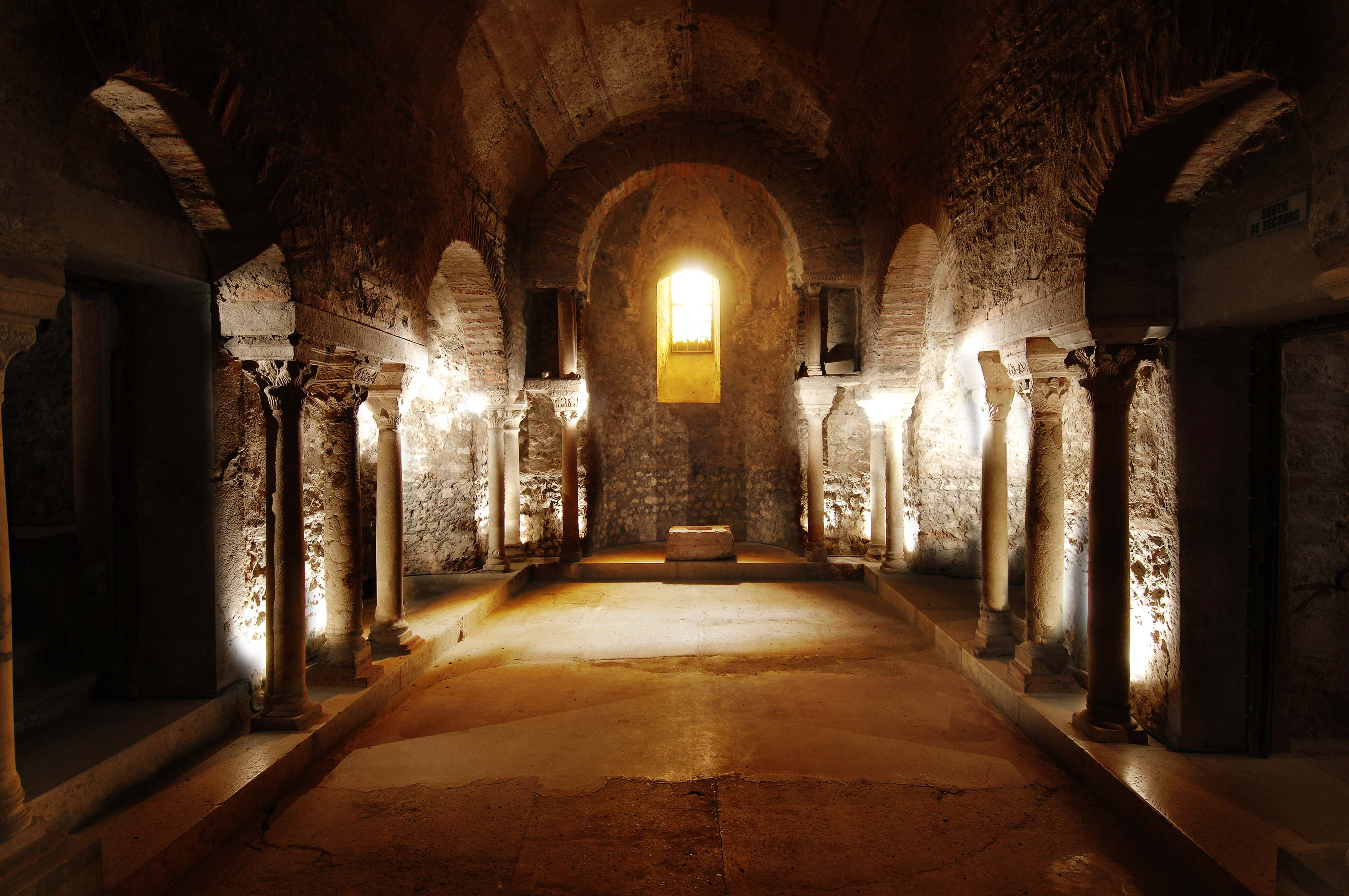
Crypta di Saint-Laurent a Grenoble
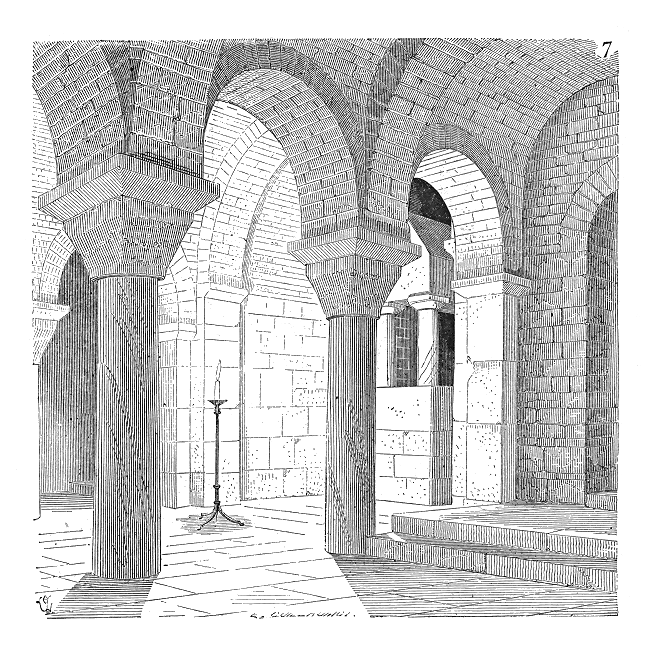
Cripta di Saint-Seurin a Bordeaux